# Nazionale maschile di cricket degli Emirati Arabi Uniti
La nazionale di cricket degli Emirati Arabi Uniti è la selezione nazionale che rappresenta gli Emirati Arabi Uniti nel gioco del cricket.

## Storia

### Origini e sviluppo
Nel 1892, il Regno Unito assunse l'amministrazione degli sceiccati del Golfo Persico, un'area precedentemente nota come "Trattato Oman". I soldati britannici introdussero il cricket nella regione, praticandolo in modo informale. I primi incontri ufficiali si svolsero durante la Seconda Guerra Mondiale, quando membri della Royal Air Force e di altri rami dell'Impero Britannico (inclusi giocatori di prima classe e club provenienti da Australia, Nuova Zelanda e Sud Africa) disputarono partite in città come Ajman, Al-Ain, Dubai e Sharjah, dove erano di stanza e si dedicavano alla loro attività ricreativa preferita. I campi allestiti presso la base aerea di Sharjah continuarono ad essere utilizzati dai britannici e da altri personale straniero anche dopo la fine del conflitto.
I residenti di Sharjah iniziarono a organizzare derby locali contro quelli di Dubai, con le partite che si svolgevano a Dubai. La città giardino di Al-Ain ospita la più antica associazione di cricket degli Emirati Arabi Uniti. I primi club di cricket furono fondati negli anni '60. La popolarità di questo sport subì un calo dopo l'indipendenza degli Emirati Arabi Uniti nel 1971. Tuttavia, con l'arrivo dei lavoratori migranti provenienti dall'Asia meridionale, che portarono con sé la loro passione per il cricket, lo sport conobbe una nuova fase di crescita. Gli arabi locali, formatisi in India e Pakistan, contribuirono alla costruzione delle infrastrutture necessarie, e dagli anni '80 iniziarono a svolgersi tornei locali.

### I primi anni della nazionale
La squadra nazionale degli Emirati Arabi Uniti giocò la sua prima partita ufficiale nel 1976 contro la squadra di prima classe della Pakistan International Airlines a Sharjah. Gli ospiti ottennero un punteggio di 345/5 in 50 over, mentre i padroni di casa raggiunsero 88/4 in 28 over, quando la partita dovette essere interrotta a causa della pioggia.
Nel 1980 furono fondate associazioni locali di cricket a Dubai e Sharjah, e un anno dopo fu inaugurato lo Sharjah Cricket Association Stadium, costruito da residenti locali benestanti. Le partite internazionali negli Emirati Arabi Uniti si svolgevano solitamente senza la partecipazione di una squadra nazionale locale, come nel caso della Coppa d'Asia del 1984, che si tenne proprio in questo stadio. Durante il torneo si disputarono i primi incontri di One Day International (ODI) nel paese, con la partecipazione di India, Pakistan e Sri Lanka. Quattro anni dopo, nel 1988, il paese ospitò la Coppa Austral-Asia, un torneo che coinvolse Australia, Bangladesh, India, Nuova Zelanda, Pakistan e Sri Lanka. Nel 1995, gli Emirati ospitarono nuovamente la Coppa d'Asia, questa volta tra Bangladesh, India, Pakistan e Sri Lanka, senza la partecipazione della propria squadra nazionale. In totale, lo stadio ha ospitato più di 200 partite ODI e quattro partite di test cricket. Per motivi di sicurezza, la Pakistan Cricket Board trasferì alcune delle partite casalinghe negli Emirati, mentre l'Afghanistan fu costretto a spostare molte delle sue partite casalinghe nella stessa sede a causa della situazione di sicurezza instabile nel proprio paese.
Nel 1984, gli Emirati Arabi Uniti divennero membri dell'Asian Cricket Conference (ACC), oggi conosciuta come Asian Cricket Council. Nel 1989 fu fondato l'Emirates Cricket Board (ECB), che nello stesso anno divenne un membro affiliato dell'International Cricket Council (ICC), permettendo così alla squadra di giocare contro altre nazioni. L'associazione ottenne lo status di membro associato l'anno successivo.
A causa della mancanza di pieno status di membro dell'ICC, gli Emirati non poterono partecipare alle qualificazioni per la Coppa del Mondo di cricket negli anni 1979, 1983, 1987 e 1992, né alle edizioni della Coppa d'Asia del 1984, 1986, 1988, 1990 e 1995. Nel 1990, la squadra subì due sconfitte contro l'Olanda, risultati che evidenziarono la necessità di un ulteriore sviluppo per competere a livello internazionale. Queste sconfitte dimostrarono che gli Emirati dovevano ancora migliorare in vista del Trofeo ICC 1994.

### Il cammino verso la prima qualificazione ai mondiali
Per costruire una squadra nazionale competitiva in vista del ICC Trophy 1994 in Kenya, l'Emirates Cricket Board (ECB) ha offerto a diversi giocatori di prima classe provenienti da India, Pakistan e Sri Lanka l'opportunità di lavorare negli Emirati e di giocare per la squadra nazionale, grazie alla regola della residenza. Con il sultano locale Zarawani come capitano, gli Emirati vinsero il torneo e si qualificarono per la Coppa del Mondo di Cricket 1996. Questo rappresentò il primo successo in assoluto alla loro prima partecipazione al torneo. La squadra vinse la finale contro i padroni di casa del Kenya, ottenendo una vittoria di due wicket. La sconfitta suscitò delusione sia tra i giocatori keniani che tra la federazione, che criticarono il fatto che gli Emirati fossero percepiti da molti come una squadra composta da "mercenari". La International Cricket Council non si espresse pubblicamente sulla controversia, ma inasprì le normative riguardanti la composizione delle squadre nazionali.
Nella Coppa Austral-Asia del 1994, tenutasi negli Emirati, la squadra locale giocò il suo primo ODI contro India e Pakistan, ma fu eliminata dopo aver subito due sconfitte nella fase a gironi. Lo stesso anno, in un torneo a tre nazioni contro Kenya e Paesi Bassi, gli Emirati finirono all'ultimo posto, risultato ripetuto anche nel torneo del 1995 contro le seconde squadre di India, Pakistan e Sri Lanka.
Nel 1996, gli Emirati parteciparono per la prima volta alla Coppa del Mondo di cricket, che si svolse in India, Pakistan e Sri Lanka. Oltre alla vittoria contro i Paesi Bassi, gli Emirati persero tutte le altre partite: contro il Sud Africa (con un distacco di 169 punti), contro l'Inghilterra (per otto wicket), contro il Pakistan (per nove wicket) e contro la Nuova Zelanda (con un distacco di 109 punti). La vittoria contro i Paesi Bassi fu significativa poiché rappresentò il primo ODI tra due membri associati dell'ICC e la prima vittoria ODI per gli Emirati (vittoria per sette wicket).
Nel Trofeo ACC inaugurale del 1996, disputato in Malesia, gli Emirati terminarono al secondo posto, perdendo in finale contro il Bangladesh (per 108 punti), il che li escludeva dalla Coppa d'Asia del 1997. A causa dei requisiti più severi per le squadre nazionali, gli Emirati non riuscirono a ripetere il successo del 1994, terminando al decimo posto nel Trofeo ICC del 1997 in Malesia. Nel 1998, persero contro il Bangladesh per sei wicket nella semifinale dell'ACC Trophy in Nepal e non riuscirono a qualificarsi neppure per la Coppa d'Asia del 2000.

### Il nuovo millennio
Dopo che il Bangladesh è diventato membro a pieno titolo, la squadra è riuscita a consolidarsi come la principale formazione associata in Asia, sebbene non fosse ancora in grado di competere con le squadre di élite provenienti da Europa e Nord America con lo stesso status. Gli Emirati Arabi Uniti hanno vinto i tornei ACC del 2000 e del 2002, prevalendo su Hong Kong (con una vittoria di tre wicket) e sul Nepal (con una vittoria di sei wicket) nelle rispettive finali. Grazie a queste vittorie, la squadra si è qualificata per le successive edizioni della Coppa Asia nel 2004 e nel 2008. Tuttavia, nel Trofeo ICC del 2001, disputato in Canada, gli Emirati Arabi Uniti si sono classificati al quinto posto e non sono riusciti a qualificarsi per la Coppa del Mondo di Cricket del 2003. Nello stesso anno, ai Hong Kong Cricket Sixes, gli Emirati sono riusciti a battere l'Australia in due occasioni.
Nel 2004, gli Emirati Arabi Uniti hanno ospitato il Six Nations Challenge, dove si sono classificati al quinto posto insieme ad altre quattro squadre. Nello stesso anno, hanno disputato la loro prima partita di Coppa Intercontinentale contro il Nepal, con Ali Asad che ha ottenuto nove wicket nel primo inning. Successivamente, gli Emirati hanno sconfitto la Malesia, ma sono stati sconfitti in semifinale dal Canada. Gli Emirati Arabi Uniti hanno vinto il Trofeo ACC in Malesia, prevalendo sull'Oman con una vittoria di 94 punti in finale. In seguito, sono tornati a giocare partite di cricket ODI, ma hanno perso contro l'India (per 116 punti) e contro lo Sri Lanka (anch'esso con una sconfitta di 116 punti) nel turno preliminare della Coppa Asia 2004. Infine, si sono classificati quarti ai Hong Kong Cricket Sixes, perdendo sia contro l'India che contro il Sudafrica, che li hanno preceduti in classifica.
Nel 2005, gli Emirati Arabi Uniti raggiunsero nuovamente le semifinali della Coppa Intercontinentale, sebbene siano stati eliminati dal Nepal nel turno preliminare. Successivamente, giocarono una serie di partite contro la seconda squadra inglese a Sharjah, ma persero tutte e quattro le partite. Gli Emirati vinsero invece il torneo inaugurale ACC Fast Track Countries nel 2004/05, sconfiggendo Hong Kong in finale. Al Trofeo ICC 2005 in Irlanda, la squadra si classificò al sesto posto e mancò di poco la qualificazione per la Coppa del Mondo di cricket 2007.
Nel 2005/06, gli Emirati vinsero il secondo torneo ACC Fast Track Countries, e nel 2006 trionfarono di nuovo nell'ACC Trophy, battendo Hong Kong per cinque wicket in finale in Malesia. Tuttavia, la loro partecipazione alla Coppa Intercontinentale iniziò con una sconfitta per inning contro la Namibia, seguita da un pareggio contro la Scozia e da un'altra sconfitta per inning contro l'Irlanda, in cui Eoin Morgan stabilì un record irlandese di 209 punti senza perdere il wicket. Nel 2007, gli Emirati ottennero il quarto posto nella prima edizione della ACC T20 Cup e il secondo posto dietro al Nepal nell'ultimo torneo ACC Fast Track Countries.
La Coppa Intercontinentale 2007-2008 si rivelò deludente per gli Emirati Arabi Uniti, che ottennero solo una vittoria contro le Bermuda su sette partite, pareggiando contro la Scozia e perdendo contro il Canada. Nel 2007, la squadra terminò al quarto posto nella prima edizione della ACC Twenty20 Cup disputata in Kuwait. Tuttavia, la loro prestazione migliorò nella divisione due della ICC World Cricket League 2007-2009, tenutasi a Windhoek, dove gli Emirati Arabi Uniti conquistarono una vittoria decisiva contro l'Oman, con un margine di 67 punti.
Alla Coppa d'Asia del 2008, disputata in Pakistan, gli Emirati Arabi Uniti furono eliminati nel turno preliminare, perdendo contro il Bangladesh con un margine di 96 punti e contro lo Sri Lanka con una sconfitta di 142 punti. Nel 2008, durante l'ACC Trophy Elite, gli Emirati subiscono una sorprendente sconfitta contro l'Arabia Saudita, segnando la loro prima sconfitta in questa competizione dal 1998. Inoltre, gli Emirati persero contro Hong Kong per tre wicket in finale, interrompendo una serie di quattro titoli consecutivi nell'ACC Trophy.

### I primi passi nel T20
Nel 2009, gli Emirati Arabi Uniti ospitarono l'ACC Twenty20 Cup, dove raggiunsero il secondo posto dopo aver perso contro l'Afghanistan con un margine di 94 punti in finale. Durante il torneo, la squadra vinse tutte e quattro le partite del girone e la semifinale contro l'Oman. Lo stesso anno, alle qualificazioni per i mondiali in Sud Africa, gli Emirati si classificano solo al settimo posto, mancando così la qualificazione per la Coppa del Mondo di cricket 2011.
La squadra visitò la Namibia, dove vinse la partita della Coppa Intercontinentale e altre due partite ODI. Nel 2010, gli Emirati ebbero l'opportunità di partecipare alla qualificazione per il World Twenty20, dopo aver mancato la qualificazione alla World Cricket League Division One del 2007 per il World Twenty20 del 2007 e al World Twenty20 Qualifier del 2008 per l'edizione 2009. Gli emiratini si classificarono solo al terzo posto, perdendo così la qualificazione per l'ICC World Twenty20 2010.
Gli Emirati si piazzarono al sesto posto nell'ACC Trophy Elite 2010 in Kuwait, dove non riuscirono a qualificarsi per le semifinali, un risultato che segnò la prima volta in cui non superarono la fase a eliminazione diretta. Dopo una visita alle Bermuda, dove vinsero entrambe le partite ODI dell'Intercontinental Shield e i T20I, la squadra si recò in Kenya, dove subì una sconfitta in tutte e quattro le partite ODI contro la nazionale locale. La finale dell'Intercontinental Shield si disputò a Dubai e vide la Namibia prevalere sui padroni di casa
Nel mese di ottobre 2010, l'associazione ha nominato Kabir Khan come nuovo allenatore della nazionale. In precedenza, Khan aveva ottenuto notevoli successi durante il suo incarico annuale come allenatore della nazionale afgana, contribuendo a portare la squadra allo status di membro delle ODI (One Day International). L'allenatore ha dichiarato che il suo obiettivo principale era condurre la nazionale degli Emirati Arabi Uniti alla qualificazione per il torneo World Twenty20 del 2012.
Nel mese di aprile 2011, gli Emirati Arabi Uniti hanno ospitato la seconda divisione della World Cricket League 2009-2014, dove sono riusciti a vincere il torneo imbattuti, prevalendo sulla Namibia in finale. Tra giugno e luglio 2011, gli Emirati hanno affrontato il Kenya nella Coppa Intercontinentale 2011-2013 a Nairobi. In questa occasione, gli Emirati hanno vinto la partita di Coppa Intercontinentale e la serie di due partite di One Day International si è conclusa in parità. In seguito, hanno ospitato l'Afghanistan, ottenendo un pareggio nella partita di Coppa Intercontinentale, ma vincendo entrambe le partite di One Day International.
Nel dicembre 2011, gli Emirati hanno partecipato alla ACC Twenty20 Cup 2011 in Nepal, un torneo che fungeva da qualificazione regionale asiatica per il World Twenty20 2012. Poiché la squadra era già stata eliminata nelle qualificazioni asiatiche, non ha preso parte al torneo principale. Nel 2012, durante l'ACC Trophy Elite, gli Emirati hanno condiviso il titolo con il Nepal, dopo che la finale si è conclusa in pareggio.

### Le partecipazioni ai mondiali
Alla ACC Twenty20 Cup 2013, gli Emirati Arabi Uniti si sono classificati al terzo posto, vincendo la partita di piazzamento contro Hong Kong. Nel novembre dello stesso anno, hanno ospitato il World Twenty20 Qualifier 2013, dove hanno terminato al quarto posto, dopo una sconfitta nella partita di piazzamento contro il Nepal. Tuttavia, grazie alla vittoria contro l'Olanda per dieci punti nei quarti di finale, gli Emirati si erano già qualificati per il World Twenty20 2014.
Nel 2014 ha iniziato l'anno in Nuova Zelanda con le qualificazioni alla Coppa del Mondo di cricket, la fase finale della World Cricket League 2009-2014. Durante le qualificazioni, gli Emirati sono arrivati in finale, dove hanno perso contro la Scozia per 41 punti, qualificandosi comunque per la Coppa del Mondo di cricket 2015, che si sarebbe svolta in Australia e Nuova Zelanda. Questo risultato ha segnato il ritorno degli Emirati a una Coppa del Mondo dopo quasi 20 anni. Inoltre, terminando il torneo tra le prime quattro squadre, gli Emirati hanno ottenuto lo status di ODI (One Day International) per i successivi quattro anni.
Gli Emirati Arabi riescono a qualificarsi per la prima volta ai mondiali T20 nel 2014, rivelatosi deludente per gli emiratini, che ha perso tutte le partite del turno preliminare: contro l'Olanda (per sei wicket), l'Irlanda (per 21 runs) e lo Zimbabwe (per cinque wicket), venendo eliminata dalla competizione. Nonostante ciò, la squadra ha ottenuto il secondo posto nell'ACC Premier League 2014, guadagnandosi così la qualificazione per il campionato ACC 2014, che tuttavia è stato successivamente annullato. A differenza di molte altre squadre partecipanti alla Coppa del Mondo, la nazionale degli Emirati era composta principalmente da giocatori semiprofessionisti. 

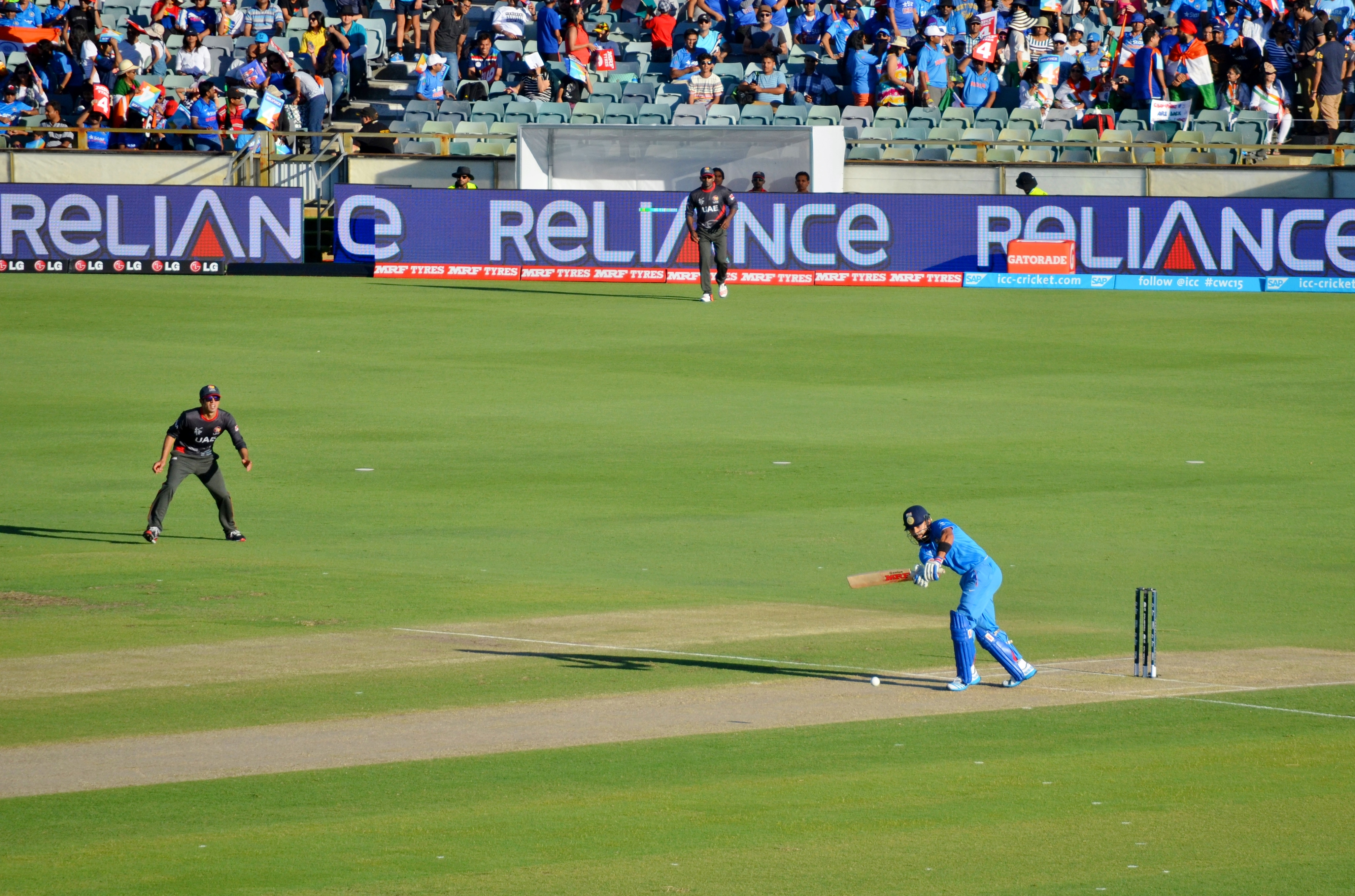
Partita tra India ed Emirati Arabi durante i mondiali del 2015

Nel 2015 li Emirati Arabi Uniti hanno concluso le qualificazioni dei mondiali T20 in Irlanda e Scozia al 13º posto, non riuscendo a qualificarsi per il World Twenty20 2016. Il 21 luglio 2016, l'Emirates Cricket Board ha firmato i primi contratti centrali con otto giocatori di cricket, rendendo questi ultimi i primi professionisti del cricket nel paese.
Durante la Coppa Intercontinentale 2015-2017, gli Emirati hanno ottenuto solo due vittorie: contro la Papua Nuova Guinea (con nove wicket) e contro la Namibia (con 34 punti). La partita contro la Scozia, colpita dalla pioggia, si è conclusa in pareggio, mentre le altre quattro partite sono state perse.
Nel 2016, dopo aver vinto tutte e tre le partite contro Afghanistan, Hong Kong e Oman nelle qualificazioni all'Asia Cup in Bangladesh, gli Emirati si sono qualificati per il torneo principale, dove la squadra ha perso tutte le partite del turno preliminare: contro lo Sri Lanka (per 14 punti), il Bangladesh (per 51 punti), il Pakistan (per sette wicket) e l'India (per nove wicket).
Nel 2018li Emirati Arabi Uniti hanno concluso le qualificazioni alla Coppa del Mondo di Cricket in Zimbabwe al sesto posto, non riuscendo così a qualificarsi per la Coppa del Mondo di cricket 2019. Durante le qualificazioni gli emiratini hanno ottenuto la loro prima vittoria ODI contro una nazione membro a pieno titolo della ICC, battendo lo Zimbabwe per tre punti. Inoltre, grazie a questa performance, lo status di ODI della nazionale è stato prorogato fino al 2023.
Nelle qualificazioni per la Coppa d'Asia 2018, gli Emirati hanno perso l'ultima partita contro Hong Kong per due wicket, mancando così la qualificazione al torneo principale. A causa delle tensioni politiche tra India e Pakistan, la sede del torneo è stata spostata dagli India agli Emirati Arabi Uniti, pur rimanendo l'India la nazione ospitante formale del torneo.

### Il consolidamento internazionale
Nel 2019, la nazionale degli Emirati Arabi Uniti ha visitato lo Zimbabwe per la sua prima serie bilaterale contro una nazione membro a pieno titolo della ICC, ma ha perso la serie ODI di quattro partite con un punteggio di 0–4. Nello stesso anno, gli Emirati hanno ottenuto un successo significativo, vincendo la serie T20I di quattro partite contro l'Olanda con un punteggio di 4–0.
Grazie al mantenimento dello status ODI, gli Emirati hanno anche partecipato alla Coppa del Mondo di cricket 2019-2023 (Lega 2), qualificandosi per la Coppa del Mondo di cricket 2023. In quella competizione, la squadra ha ottenuto il sesto posto, qualificandosi per i play-off di qualificazione alla Coppa del Mondo di cricket 2023. Sebbene abbiano concluso i play-off al secondo posto, a pari punti con gli Stati Uniti, il tasso di successo netto più debole li ha relegati alla seconda posizione. Nonostante ciò, gli Emirati sono riusciti a ottenere un posto nelle qualificazioni per la Coppa del Mondo di cricket 2023 e hanno assicurato la loro partecipazione alla Coppa del Mondo di cricket 2023-2027 League 2 per la Coppa del Mondo di cricket 2027. Alle qualificazioni per la Coppa del Mondo di cricket 2023 in Zimbabwe, gli Emirati hanno concluso al nono posto, non riuscendo quindi a qualificarsi per il torneo principale in India.
Nel contesto delle qualificazioni alla Coppa del Mondo T20 2019, gli Emirati Arabi Uniti si qualificarono come padroni di casa, ma non riuscirono a qualificarsi direttamente al torneo del 2021, chiudendo al settimo posto. Nel 2021, gli Emirati ospitarono l'Irlanda per una serie di quattro partite ODI. Nella prima partita, gli Emirati vinsero con un margine di sei wicket, segnando la loro prima vittoria contro l'Irlanda in questo formato. Tuttavia, la seconda e la terza partita furono annullate a causa di numerosi casi di COVID-19. L'Irlanda riuscì infine a vincere la quarta partita, pareggiando la serie 1-1.
Nel 2022, durante il T20 World Cup Global Qualifier Group A in Oman, gli Emirati Arabi Uniti trionfarono in finale contro l'Irlanda, ottenendo così la qualificazione alla Coppa del Mondo T20 2022 in Australia. Nel febbraio 2020, gli Emirati parteciparono all'ACC Western Region T20, che faceva parte delle qualificazioni per la Asia Cup 2022. In questa competizione, vinsero tutte le partite del girone contro Iran, Kuwait e Arabia Saudita, proseguendo fino alla semifinale, dove eliminarono il Qatar. In finale, sconfissero il Kuwait, conquistando il titolo. Nella seconda fase delle qualificazioni per l'Asia Cup 2022, l'Asia Cup Qualifier 2022, che si svolse nell'agosto 2022, gli Emirati furono battuti dal Kuwait e da Hong Kong, mentre sconfissero Singapore. Questo risultato li fece escludere dal torneo principale. A causa della crisi economica in Sri Lanka, la Coppa d'Asia 2022 venne trasferita negli Emirati Arabi Uniti, pur mantenendo lo Sri Lanka come organizzatore formale del torneo.
Nel turno preliminare della Coppa del Mondo T20 2022, gli Emirati Arabi Uniti furono sconfitti da Olanda e Sri Lanka, ma riuscirono a vincere contro la Namibia, ottenendo la loro prima vittoria in un torneo di questo calibro. Nonostante il successo contro la Namibia, gli Emirati furono eliminati dalla competizione.
Nel mese di agosto 2023, gli Emirati Arabi Uniti ospitarono la Nuova Zelanda per una serie di tre partite T20I. Nel secondo incontro, i padroni di casa ottennero una sorprendente vittoria con un margine di sette wicket. Questo successo rappresentò la loro prima vittoria internazionale contro la Nuova Zelanda e segnò anche la prima sconfitta della squadra neozelandese contro una nazione associata. Nel corso delle qualificazioni asiatiche per la Coppa del Mondo T20 del 2024, gli Emirati Arabi Uniti furono eliminati in semifinale dopo una sconfitta contro il Nepal, mancando così l'accesso al torneo.
Nel 2025 gli Emirati Arabi ospitano dal 17 al 21 maggio il Bangladesh a Sharjah, riuscendo a vincere la serie T20 per 2-1.

## Albo d'oro

### Coppa del Mondo di cricket
| Anno   | Round                                  | Pos.                                   | GP                                     | W                                      | L                                      | T                                      | NR                                     |
| ------ | -------------------------------------- | -------------------------------------- | -------------------------------------- | -------------------------------------- | -------------------------------------- | -------------------------------------- | -------------------------------------- |
| 1975   | Non eleggibile                         | Non eleggibile                         | Non eleggibile                         | Non eleggibile                         | Non eleggibile                         | Non eleggibile                         | Non eleggibile                         |
| 1979   | Non eleggibile                         | Non eleggibile                         | Non eleggibile                         | Non eleggibile                         | Non eleggibile                         | Non eleggibile                         | Non eleggibile                         |
| 1983   | Non eleggibile                         | Non eleggibile                         | Non eleggibile                         | Non eleggibile                         | Non eleggibile                         | Non eleggibile                         | Non eleggibile                         |
| 1987   | Non eleggibile                         | Non eleggibile                         | Non eleggibile                         | Non eleggibile                         | Non eleggibile                         | Non eleggibile                         | Non eleggibile                         |
| 1992   | Non ha preso parte alle qualificazioni | Non ha preso parte alle qualificazioni | Non ha preso parte alle qualificazioni | Non ha preso parte alle qualificazioni | Non ha preso parte alle qualificazioni | Non ha preso parte alle qualificazioni | Non ha preso parte alle qualificazioni |
| 1996   | Primo turno                            | 11/12                                  | 5                                      | 1                                      | 4                                      | 0                                      | 0                                      |
| 1999   | Non qualificata                        | Non qualificata                        | Non qualificata                        | Non qualificata                        | Non qualificata                        | Non qualificata                        | Non qualificata                        |
| 2003   | Non qualificata                        | Non qualificata                        | Non qualificata                        | Non qualificata                        | Non qualificata                        | Non qualificata                        | Non qualificata                        |
| 2007   | Non qualificata                        | Non qualificata                        | Non qualificata                        | Non qualificata                        | Non qualificata                        | Non qualificata                        | Non qualificata                        |
| 2011   | Non qualificata                        | Non qualificata                        | Non qualificata                        | Non qualificata                        | Non qualificata                        | Non qualificata                        | Non qualificata                        |
| 2015   | Gironi                                 | 13/14                                  | 6                                      | 0                                      | 6                                      | 0                                      | 0                                      |
| 2019   | Non qualificata                        | Non qualificata                        | Non qualificata                        | Non qualificata                        | Non qualificata                        | Non qualificata                        | Non qualificata                        |
| 2023   | Non qualificata                        | Non qualificata                        | Non qualificata                        | Non qualificata                        | Non qualificata                        | Non qualificata                        | Non qualificata                        |
| Totale | Totale                                 | Totale                                 | 11                                     | 1                                      | 10                                     | 0                                      | 0                                      |

### Coppa del Mondo T20 maschile di cricket
| Anno   | Round           | Pos.            | GP              | W               | L               | T               | NR              |
| ------ | --------------- | --------------- | --------------- | --------------- | --------------- | --------------- | --------------- |
| 2007   | Non qualificata | Non qualificata | Non qualificata | Non qualificata | Non qualificata | Non qualificata | Non qualificata |
| 2009   | Non qualificata | Non qualificata | Non qualificata | Non qualificata | Non qualificata | Non qualificata | Non qualificata |
| 2010   | Non qualificata | Non qualificata | Non qualificata | Non qualificata | Non qualificata | Non qualificata | Non qualificata |
| 2012   | Non qualificata | Non qualificata | Non qualificata | Non qualificata | Non qualificata | Non qualificata | Non qualificata |
| 2014   | Gironi          | 16/16           | 3               | 0               | 3               | 0               | 0               |
| 2016   | Non qualificata | Non qualificata | Non qualificata | Non qualificata | Non qualificata | Non qualificata | Non qualificata |
| 2021   | Non qualificata | Non qualificata | Non qualificata | Non qualificata | Non qualificata | Non qualificata | Non qualificata |
| 2022   | Gironi          | 16/16           | 3               | 1               | 2               | 0               | 0               |
| 2024   | Non qualificata | Non qualificata | Non qualificata | Non qualificata | Non qualificata | Non qualificata | Non qualificata |
| 2026   | TBD             | TBD             | TBD             | TBD             | TBD             | TBD             | TBD             |
| Totale | Totale          | Totale          | 6               | 1               | 5               | 0               | 0               |

### Asia Cup
| Anno    | Round           | Pos.            | GP              | W               | L               | T               | NR              |
| ------- | --------------- | --------------- | --------------- | --------------- | --------------- | --------------- | --------------- |
| 1984    | Non eleggibile  | Non eleggibile  | Non eleggibile  | Non eleggibile  | Non eleggibile  | Non eleggibile  | Non eleggibile  |
| 1986    | Non eleggibile  | Non eleggibile  | Non eleggibile  | Non eleggibile  | Non eleggibile  | Non eleggibile  | Non eleggibile  |
| 1988    | Non eleggibile  | Non eleggibile  | Non eleggibile  | Non eleggibile  | Non eleggibile  | Non eleggibile  | Non eleggibile  |
| 1990–91 | Non qualificata | Non qualificata | Non qualificata | Non qualificata | Non qualificata | Non qualificata | Non qualificata |
| 1995    | Non qualificata | Non qualificata | Non qualificata | Non qualificata | Non qualificata | Non qualificata | Non qualificata |
| 1997    | Non qualificata | Non qualificata | Non qualificata | Non qualificata | Non qualificata | Non qualificata | Non qualificata |
| 2000    | Non qualificata | Non qualificata | Non qualificata | Non qualificata | Non qualificata | Non qualificata | Non qualificata |
| 2004    | Fase a gironi   | 5/6             | 2               | 0               | 2               | 0               | 0               |
| 2008    | Fase a gironi   | 5/6             | 2               | 0               | 2               | 0               | 0               |
| 2010    | Non qualificata | Non qualificata | Non qualificata | Non qualificata | Non qualificata | Non qualificata | Non qualificata |
| 2012    | Non qualificata | Non qualificata | Non qualificata | Non qualificata | Non qualificata | Non qualificata | Non qualificata |
| 2014    | Non qualificata | Non qualificata | Non qualificata | Non qualificata | Non qualificata | Non qualificata | Non qualificata |
| 2016    | Fase a gironi   | 5/5             | 4               | 0               | 4               | 0               | 0               |
| 2018    | Non qualificata | Non qualificata | Non qualificata | Non qualificata | Non qualificata | Non qualificata | Non qualificata |
| 2022    | Non qualificata | Non qualificata | Non qualificata | Non qualificata | Non qualificata | Non qualificata | Non qualificata |
| 2023    | Non qualificata | Non qualificata | Non qualificata | Non qualificata | Non qualificata | Non qualificata | Non qualificata |
| Totale  | Totale          | Totale          | 8               | 0               | 8               | 0               | 0               |

### Campionati del Golfo T20
| Anno   | Round     | Pos.   | GP | W | L | T | NR |
| ------ | --------- | ------ | -- | - | - | - | -- |
| 2023   | Finalista | 2/6    | 6  | 4 | 2 | 0 | 0  |
| 2024   | Campione  | 1/6    | 6  | 5 | 1 | 0 | 0  |
| Totale | Totale    | Totale | 12 | 9 | 3 | 0 | 0  |

## Statistiche
Partite internazionali – Emirati Arabi Uniti
Aggiornato al 26 luglio 2025
| Record                  |     |    |    |   |      |
| Format                  | M   | W  | L  | T | D/NR |
| One-Day Internationals  | 124 | 40 | 83 | 1 | 0    |
| Twenty20 Internationals | 126 | 69 | 56 | 0 | 1    |

### ODI
Aggiornato al 14 maggio 2025 
| Nazionale            | P               | W               | L               | T               | NR              |
| vs Full Members      | vs Full Members | vs Full Members | vs Full Members | vs Full Members | vs Full Members |
| -------------------- | --------------- | --------------- | --------------- | --------------- | --------------- |
| Afghanistan          | 6               | 3               | 3               | 0               | 0               |
| Bangladesh           | 1               | 0               | 1               | 0               | 0               |
| India                | 3               | 0               | 3               | 0               | 0               |
| Indie Occidentali    | 5               | 0               | 5               | 0               | 0               |
| Inghilterra          | 1               | 0               | 1               | 0               | 0               |
| Irlanda              | 9               | 1               | 8               | 0               | 0               |
| Nuova Zelanda        | 1               | 0               | 1               | 0               | 0               |
| Pakistan             | 3               | 0               | 3               | 0               | 0               |
| Sudafrica            | 2               | 0               | 2               | 0               | 0               |
| Sri Lanka            | 3               | 0               | 3               | 0               | 0               |
| Zimbabwe             | 6               | 1               | 5               | 0               | 0               |
| vs Associate Members |                 |                 |                 |                 |                 |
| Canada               | 3               | 1               | 2               | 0               | 0               |
| Hong Kong            | 4               | 2               | 2               | 0               | 0               |
| Jersey               | 1               | 1               | 0               | 0               | 0               |
| Namibia              | 9               | 7               | 2               | 0               | 0               |
| Nepal                | 15              | 6               | 9               | 0               | 0               |
| Oman                 | 10              | 3               | 6               | 1               | 0               |
| Paesi Bassi          | 5               | 2               | 3               | 0               | 0               |
| Papua Nuova Guinea   | 11              | 6               | 5               | 0               | 0               |
| Scozia               | 17              | 5               | 12              | 0               | 0               |
| Stati Uniti          | 9               | 2               | 7               | 0               | 0               |
| Totale               | 124             | 40              | 83              | 1               | 0               |

### T20
Aggiornato al 23 luglio 2025 
| Nazionale            | P               | W               | L               | T               | NR              |
| vs Full Members      | vs Full Members | vs Full Members | vs Full Members | vs Full Members | vs Full Members |
| -------------------- | --------------- | --------------- | --------------- | --------------- | --------------- |
| Afghanistan          | 12              | 3               | 9               | 0               | 0               |
| Australia            | 1               | 0               | 1               | 0               | 0               |
| Bangladesh           | 6               | 2               | 4               | 0               | 0               |
| India                | 1               | 0               | 1               | 0               | 0               |
| Irlanda              | 11              | 7               | 4               | 0               | 0               |
| Nuova Zelanda        | 3               | 1               | 2               | 0               | 0               |
| Pakistan             | 1               | 0               | 1               | 0               | 0               |
| Sri Lanka            | 2               | 0               | 2               | 0               | 0               |
| Zimbabwe             | 1               | 0               | 1               | 0               | 0               |
| vs Associate Members |                 |                 |                 |                 |                 |
| Arabia Saudita       | 4               | 3               | 1               | 0               | 0               |
| Bahrein              | 6               | 4               | 2               | 0               | 0               |
| Bhutan               | 1               | 1               | 0               | 0               | 0               |
| Cambogia             | 2               | 2               | 0               | 0               | 0               |
| Canada               | 1               | 1               | 0               | 0               | 0               |
| Germania             | 1               | 1               | 0               | 0               | 0               |
| Hong Kong            | 6               | 4               | 2               | 0               | 0               |
| Iran                 | 1               | 1               | 0               | 0               | 0               |
| Jersey               | 1               | 0               | 1               | 0               | 0               |
| Kenya                | 1               | 1               | 0               | 0               | 0               |
| Kuwait               | 9               | 8               | 1               | 0               | 0               |
| Namibia              | 4               | 3               | 1               | 0               | 0               |
| Nepal                | 10              | 5               | 5               | 0               | 0               |
| Nigeria              | 3               | 3               | 0               | 0               | 0               |
| Oman                 | 9               | 5               | 4               | 0               | 0               |
| Paesi Bassi          | 9               | 4               | 5               | 0               | 0               |
| Papua Nuova Guinea   | 3               | 0               | 3               | 0               | 0               |
| Qatar                | 4               | 4               | 0               | 0               | 0               |
| Scozia               | 6               | 2               | 4               | 0               | 0               |
| Singapore            | 1               | 1               | 0               | 0               | 0               |
| Stati Uniti          | 4               | 2               | 1               | 0               | 1               |
| Thailandia           | 1               | 1               | 0               | 0               | 0               |
| Uganda               | 1               | 0               | 1               | 0               | 0               |
| Totale               | 126             | 69              | 56              | 0               | 1               |